# Simon Rich

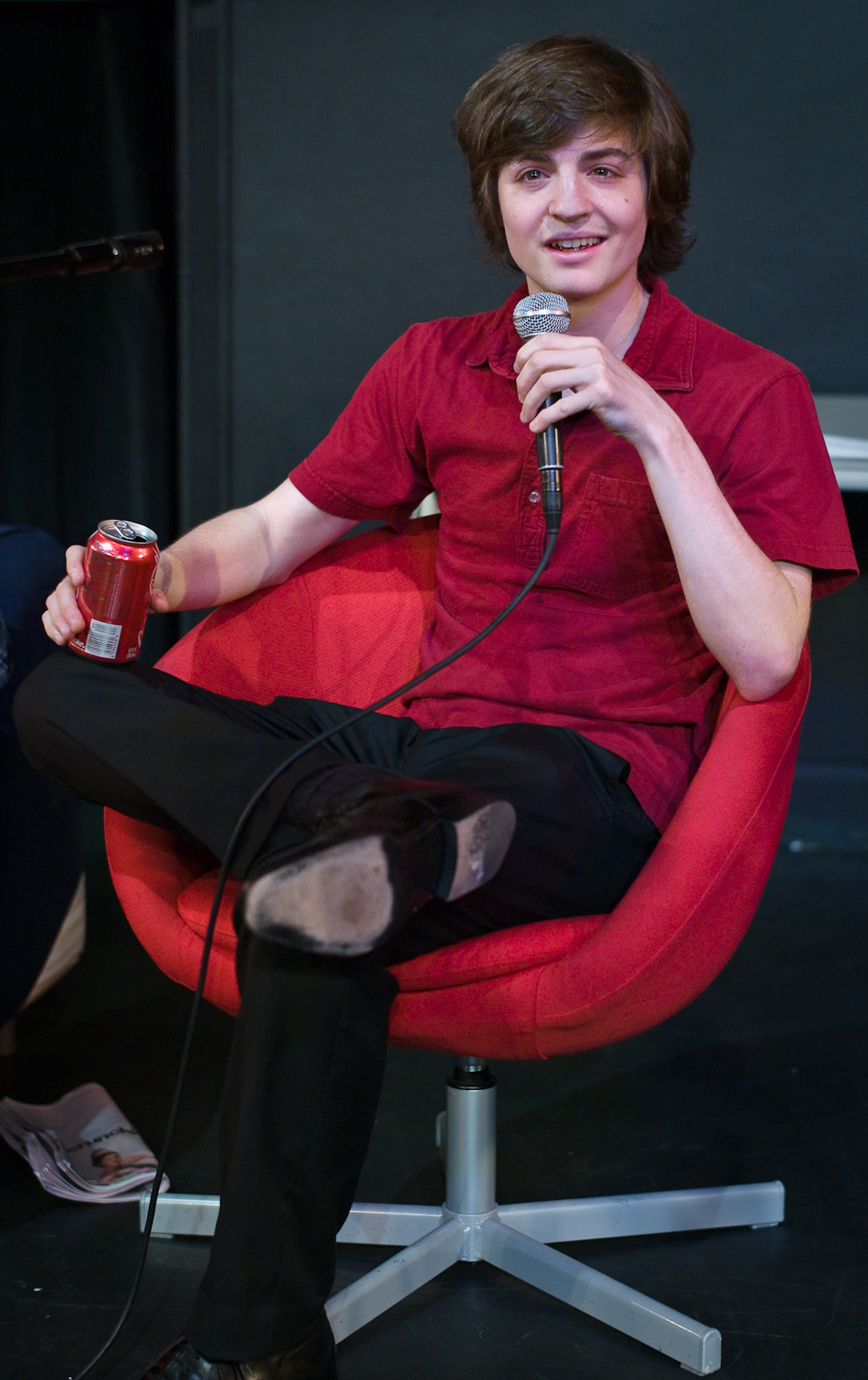
Simon Rich (2009)

Simon Rich (* 5. Juni 1984 in New York City) ist ein US-amerikanischer Humorist, Romancier und Fernsehautor; er ist der jüngste Autor, der je für Saturday Night Live rekrutiert wurde. Seine humoristische Sammlung Ant Farm and Other Desperate Situations war 2008 für den Thurber-Preis nominiert, mit dem dann 2019 Hits & Misses ausgezeichnet wurde.

## Leben
Sein Vater Frank Rich schreibt für die New York Times. Der Romancier und Essayist Nathaniel Rich ist sein Bruder.
Rich absolvierte die Dalton School (Upper East Side, New York) und schrieb sich dann an der Harvard University ein, wo er Vorsitzender der Harvard Lampoon wurde. Im fünften Jahr seines Bachelor-Studiums erhielt Rich 2007 einen Vertrag von Random House über zwei Bücher.

## Werke
- Ant Farm and Other Desperate Situations. Random House Trade, New York 2005, ISBN 7-7709-6433-4 (englisch).
- Free-Range Chickens. Random House, New York 2008, ISBN 978-1-4000-6589-9 (englisch).
- Elliot Allagash. Random House, New York 2010, ISBN 978-1-4000-6835-7 (englisch).
- What in God’s Name. Reagan Arthur Books, New York 2012, ISBN 978-0-316-13373-9 (englisch).
- The Last Girlfriend on Earth: And Other Love Stories. Reagan Arthur Books, New York 2013, ISBN 978-0-316-21939-6 (englisch, 2015 auch unter dem Titel Man Seeking Woman erschienen).
- The Married Kama Sutra: The World's Least Erotic Sex Manual. Little, Brown and Company, New York 2013, ISBN 978-0-316-24811-2 (englisch, mit Zeichnungen von Farley Katz).
- Spoiled Brats. Little, Brown and Company, New York 2014, ISBN 978-0-316-36862-9 (englisch).
- The World of Simon Rich. Serpent’s Tail, London 2016, ISBN 978-1-78125-748-7 (englisch).
- Hits & Misses: Stories. Little, Brown and Company, New York 2018, ISBN 978-0-316-46889-3 (englisch).
- New Teeth: Stories. Little, Brown and Company, New York 2021, ISBN 978-0-316-53668-4 (englisch).

## Filmografie
- 2008: The Line (Fernsehserie, 7 Episoden, Autor)
- 2008–2009: Saturday Night Live: Weekend Update Thursday (6 Episoden, Autor)
- 2009: CH Live: NYC (Webserie, Autor und Schauspieler)
- 2009: A Very Gilly Christmas (Autor)
- 2011–2020: Saturday Night Live (Fernsehserie, 83 Episoden, Autor und Schauspieler)
- 2015: Alles steht Kopf (Inside Out, zusätzliches Storymaterial)
- 2017: Man Seeking Woman (Fernsehserie, 30 Episoden, Schöpfer, Autor, Executive Producer)
- 2017: Die Simpsons (The Simpsons, Fernsehserie, eine Episode, Autor)
- seit 2019: Miracle Workers (Fernsehserie, Schöpfer, Autor, Executive Producer)
- 2020: An American Pickle (Autor, Executive Producer)